# Timocin Ziegler
Timocin Ziegler (* 1986 in Eggenfelden, Niederbayern) ist ein deutscher Schauspieler.

## Leben
Ziegler studierte von 2012 bis 2015 an der Hochschule für Schauspielkunst „Ernst Busch“ in Berlin.
Von 2016 bis 2021 war Ziegler Ensemblemitglied am Volkstheater München.

## Filmografie
- 2015: Die Geschwister (Kinofilm) Regie: Jan Krüger
- 2019: Windstill (Fernsehfilm) Regie: Nancy Camaldo
- 2019: Geister (Kurzfilm) Regie: Leo van Kann
- 2020: Parnassus (Musikvideo Band Oakhands) Regie: Timocin Ziegler, Justin Urbach
- 2020: A Reverie 1890 (Musikvideo Band Oakhands) Regie: Justin Urbach, Timocin Ziegler
- 2020: La Jetée (Musikvideo Band Oakhands) Regie: Justin Urbach, Timocin Ziegler
- 2020: Zwischen Uns (Kinofilm) Regie: Max Fey
- 2021: Palming (Musikvideo Band Oakhands) Regie: Timocin Ziegler, Justin Urbach
- 2021: Der Fluss ist sein Grab. Ein Krimi aus Passau (Fernsehreihe) Regie: Andreas Herzog
- 2022: Der Spieler (Kurzfilm)  Regie: Daniel Yannik
- 2022: Tatort: Flash (Film) Regie: Andreas Kleinert
- 2023: Bis ans Ende der Nacht (Kinofilm) Regie: Christoph Hochhäusler
- 2023: Polizeiruf 110: Paranoia (Film) Regie: Tobias Ineichen
- 2024: 30 Tage Lust (Serie) Regie: Pia Hellenthal
- 2024: Tatort: Lass sie gehen (Film) Regie: Andreas Kleinert
- 2024: Leonardo (Kurzfilm) KHM Köln Regie: Sophia Groening
- 2025: Himmel Herrgott Sakrament (TV-Serie) Regie: Franz Xaver Bogner
- 2025: Tatort: Unvergänglich (Film) Regie: Sven Bohse
- 2025 Das Wartezimmer (Film)Regie: Julian Paul FH Dortmund
- 2025 Ich ist ein Anderer (Kinofilm) Regie: Felix Randau

## Theater
- 2014: Der neue Menoza Regie: Uwe Dag Berlin Volksbühne Berlin
- 2015: Fabian (HR) Berlin Regie: Peter Kleinert Schaubühne Berlin
- 2015: Die kahle Sängerin Regie: Michael Schweighöfer Das Schorfheider Nationaltheater
- 2015: Omphale von Peter Hacks Regie: Thomas Keck Deutsches Theater Berlin
- 2016: Die Odyssee Regie: Simon Solberg Münchner Volkstheater
- 2016: Der Sturm Regie: Christian Stückl Münchner Volkstheater
- 2016: Tage der Dunkelheit Regie: Sankar Venkateswaran Münchner Volkstheater
- 2016: Katzelmacher (HR) Regie: Abdullah Karacan Münchner Volkstheater
- 2017: Dogtown Munich Regie: Pinar Karabulut Münchner Volkstheater
- 2017: Baumeister Solness Regie: Christian Stückl Münchner Volkstheater
- 2017: Die Möwe Regie: Christian Stückl Münchner Volkstheater
- 2018: Schöne neue Welt Regie: Felix Hafner Münchner Volkstheater
- 2018: In den Straßen keine Blumen Regie: Pinar Karabulut Münchner Volkstheater
- 2018: Ein Sommernachtstraum Regie: Kieran Joel Münchner Volkstheater
- 2018: Glaube Liebe Hoffnung Regie: Christian Stückl Münchner Volkstheater
- 2018: Mein Kampf Regie: Christian Stückl Münchner Volkstheater
- 2019: Alles weitere kennen Sie aus dem Kino Regie: Mirja Biehl Münchner Volkstheater
- 2019: Hedda Gabler Regie: Lucia Bihler Münchner Volkstheater
- 2020: Die Goldberg-Variationen Regie: Christian Stückl Münchner Volkstheater

## Hörspiel
- 2021: Elena Ferrante – Meine geniale Freundin Regie: Martin Heindel / BR
- 2021: Elena Ferrante – Geschichte eines neuen Namens Regie: Martin Heindel / BR
- 2022: Die Nacht war bleich, die Lichter blinkten Regie: Lorenz Schuster / BR
- 2024: Unter Uns Regie: Christiane Huber / BR
- 2025: Die Hadermühle Regie: Kilian Leypold / BR
- 2025: Nie Wieder Gut Regie: Christiane Huber / BR

## Extras
- 2023: Der Film Bis ans Ende der Nacht lief im Wettbewerb der Berlinale 2023
- 2024: Der Film Tatort Lass Sie gehen wurde nominiert für den Deutschen Fernsehkrimipreis in Wiesbaden
- 2024: 30 Tage LUST erhielt den Publikumspreis Serien Camp Festival Köln